# Withius japonicus
Espèce
Withius japonicus est une espèce de pseudoscorpions de la famille des Withiidae.

## Distribution
Cette espèce est endémique du Japon.

## Étymologie
Son nom d'espèce lui a été donné en référence au lieu de sa découverte, le Japon.

## Publication originale
- Morikawa, 1954 : On some Pseudoscorpions in Japanese limegrottoes. Memoirs of Ehime University, Sect. II, sér. B, vol. 2, p. 79-87.